# Tour der neuseeländischen Rugby-Union-Nationalmannschaft nach Rumänien und Frankreich 1981
| Tour der All Blacks nach Rumänien und Frankreich 1981 | Tour der All Blacks nach Rumänien und Frankreich 1981 | Tour der All Blacks nach Rumänien und Frankreich 1981 | Tour der All Blacks nach Rumänien und Frankreich 1981 | Tour der All Blacks nach Rumänien und Frankreich 1981 |
| Übersicht                                             | S                                                     | G                                                     | U                                                     | N                                                     |
| ----------------------------------------------------- | ----------------------------------------------------- | ----------------------------------------------------- | ----------------------------------------------------- | ----------------------------------------------------- |
| Test Matches                                          | 03                                                    | 3                                                     | 0                                                     | 0                                                     |
| Sonstige Spiele                                       | 07                                                    | 5                                                     | 1                                                     | 1                                                     |
| Gesamt                                                | 10                                                    | 8                                                     | 1                                                     | 1                                                     |
|                                                       |                                                       |                                                       |                                                       |                                                       |
| Frankreich                                            | 02                                                    | 2                                                     | 0                                                     | 0                                                     |
| Rumänien                                              | 01                                                    | 1                                                     | 0                                                     | 0                                                     |

Die Tour der neuseeländischen Rugby-Union-Nationalmannschaft nach Rumänien und Frankreich 1981 umfasste eine Reihe von Freundschaftsspielen der All Blacks, der Nationalmannschaft Neuseelands in der Sportart Rugby Union. Das Team reiste im Oktober und November 1981 durch Rumänien und Frankreich. Während dieser Zeit bestritt es zehn Spiele. Dazu gehörten insgesamt drei Test Matches, und zwar zwei gegen die französische sowie eines gegen die rumänische Nationalmannschaft. Während die All Blacks in den Test Matches unbesiegt blieben, mussten sie in Begegnungen mit französischen Regionalauswahlen je eine Niederlage und ein Unentschieden hinnehmen.

## Spielplan
- Hintergrundfarbe grün = Sieg
- Hintergrundfarbe gelb = Unentschieden
- Hintergrundfarbe rot = Niederlage

(Test Matches sind grau unterlegt; Ergebnisse aus der Sicht Neuseelands)
| #  | Datum             | Gegner                            | Ort              | Stadion                | Ergebnis |
| -- | ----------------- | --------------------------------- | ---------------- | ---------------------- | -------- |
| 01 | 20. Oktober 1981  | Südrumänien                       | Constanța        | Stadionul 1 Mai        | 25:9     |
| 02 | 24. Oktober 1981  | Rumänien                          | Bukarest         | Stadionul Dinamo       | 14:6     |
| 03 | 28. Oktober 1981  | Sélection d’Alsace-Lorraine       | Strasbourg       | Stade de la Meinau     | 15:13    |
| 04 | 31. Oktober 1981  | Sélection d’Auvergne              | Clermont-Ferrand | Stade Marcel-Michelin  | 18:10    |
| 05 | 04. November 1981 | Sélection des Alpes               | Grenoble         | Stade Lesdiguières     | 16:18    |
| 06 | 07. November 1981 | Barbarians français               | Bayonne          | Stade Jean-Dauger      | 28:18    |
| 07 | 11. November 1981 | Sélection de Languedoc-Roussillon | Perpignan        | Stade Gilbert-Brutus   | 6:6      |
| 08 | 14. November 1981 | Frankreich                        | Toulouse         | Stadium Municipal      | 13:9     |
| 09 | 17. November 1981 | Sélection de Poitou-Charentes     | La Rochelle      | Stade Marcel-Deflandre | 17:13    |
| 10 | 21. November 1981 | Frankreich                        | Paris            | Parc des Princes       | 18:6     |

## Test Matches
| 24. Oktober 1981 | Rumänien                                     | 6 : 14        | Neuseeland                                                       | Stadionul Dinamo, Bukarest Zuschauer: 30.000 Schiedsrichter: Alan Hosie (Schottland) |
| 24. Oktober 1981 | Straftritte: Constantin Dropgoals: Alexandru | (3:3) Bericht | Versuche: Dalton Salmon Straftritte: Hewson Dropgoals: Rollerson | Stadionul Dinamo, Bukarest Zuschauer: 30.000 Schiedsrichter: Alan Hosie (Schottland) |

Aufstellungen:
- Rumänien: Marian Aldea, Dumitru Alexandru, pompiliu Borș, Ion Bucan, Ion Constantin, Constantin Dinu, Gheorghe Dumitru, Gheorghe Florea, Sorin Fuicu, Marin Ionescu, Adrian Lungu, Mircea Munteanu, Florica Murariu, Mircea Paraschivescu , Enciu Stoica 
 Auswechselspieler: Gheorghe Caragea
- Neuseeland: Lachlan Cameron, Andy Dalton , Bernie Fraser, Andy Haden, Allan Hewson, Rodney Ketels, David Loveridge, Murray Mexted, Douglas Rollerson, Jamie Salmon, Mark Shaw, Frank Shelford, John Spiers, Stuart Wilson, Gary Whetton 
 Auswechselspieler: Geoffrey Old

| 14. November 1981 | Frankreich                                   | 9 : 13         | Neuseeland                                                 | Stadium Municipal, Toulouse Zuschauer: 14.271 Schiedsrichter: Clive Norling (Wales) |
| 14. November 1981 | Straftritte: Laporte (2) Dropgoals: Gabernet | (6:10) Bericht | Versuche: Wilson Straftritte: Hewson (2) Dropgoals: Hewson | Stadium Municipal, Toulouse Zuschauer: 14.271 Schiedsrichter: Clive Norling (Wales) |

Aufstellungen:
- Frankreich: Pierre Berbizier, Roland Bertranne, Serge Blanco, Michel Cremaschi, Philippe Dintrans, Dominique Erbani, Michel Fabre, Serge Gabernet, Jean-Luc Joinel, Guy Laporte, Alain Lorieux, Patrick Mesny, Robert Paparemborde , Daniel Revailler, Laurent Rodriguez
- Neuseeland: Andy Dalton, Bernie Fraser, Andy Haden, Allan Hewson, Rodney Ketels, David Loveridge, Brian McKechnie, Murray Mexted, Graham Mourie , Jamie Salmon, Mark Shaw, John Spiers, Arthur Stone, Stuart Wilson, Gary Whetton 
 Auswechselspieler: Douglas Rollerson

| 21. November 1981 | Frankreich                  | 6 : 18        | Neuseeland                                                                   | Parc des Princes, Paris Zuschauer: 31.404 Schiedsrichter: John West (Irland) |
| 21. November 1981 | Straftritte: Blanco Laporte | (3:9) Bericht | Versuche: Wilson Strafversuch Erhöhungen: Hewson (2) Straftritte: Hewson (2) | Parc des Princes, Paris Zuschauer: 31.404 Schiedsrichter: John West (Irland) |

Aufstellungen:
- Frankreich: Pierre Berbizier, Roland Bertranne, Serge Blanco, Michel Cremaschi, Philippe Dintrans, Dominique Erbani, Michel Fabre, Serge Gabernet, Jean-Luc Joinel, Guy Laporte, Alain Lorieux, Patrick Mesny, Robert Paparemborde , Daniel Revailler, Laurent Rodriguez 
 Auswechselspieler: Daniel Dubroca
- Neuseeland: Andy Dalton, Bernie Fraser, Andy Haden, Allan Hewson, Paul Koteka, David Loveridge, Graham Mourie , Murray Mexted, Douglas Rollerson, Mark Shaw, John Spiers, Arthur Stone, Gary Whetton, Stuart Wilson, Freddy Woodman 
 Auswechselspieler: Jamie Salmon